# Biržai
Biržai (pronunciaçãoⓘ) é uma cidade no norte da Lituânia. Biržai é famosa por seu reconstruído Castelo de Biržai, e toda a região é renomada por suas cervejarias com receitas tradicionais. 

## Pessoas famosas
- Janusz Skumin Tyszkiewicz
- Julius Janonis, poeta
- Kazys Binkis, poeta
- Petras Kalpokas, pintor
- Austra Skujytė, medalha de prata nas Olimpíadas
- Vladas Garastas, técnico de basquete
- Romualdas Brazauskas, juiz de basquete
- Jokūbas Šernas, signatário da Declaração de Independência da Lituânia
- Žydrūnas Savickas, atleta de força (strongman)